# 伊米亞斯
伊米亞斯（Imías）是古巴的城鎮，属關塔那摩省，面積524平方公里，海拔高度30米，2004年人口20,959，人口密度為每平方公里40人。